# Hendersonia calamovilfae
Hendersonia calamovilfae är en svampart som beskrevs av Petr. 1925. Hendersonia calamovilfae ingår i släktet Hendersonia och familjen Phaeosphaeriaceae.   Inga underarter finns listade i Catalogue of Life.